# Lanceoppia zicsica
Lanceoppia zicsica är en kvalsterart som först beskrevs av Sandór Mahunka 1988.  Lanceoppia zicsica ingår i släktet Lanceoppia och familjen Oppiidae. Inga underarter finns listade i Catalogue of Life.